# Pablo Codevila
Pablo Codevilla (Buenos Aires, 2 de diciembre de 1955) es un actor de cine, teatro y televisión, conductor y productor de televisión argentino.
Fue productor general de Bus TV, empresa productora de contenidos televisivos entre los que se destacó Sábado Bus, ciclo que obtuvo el premio Martín Fierro de Oro. En 1998 asumió el cargo de director artístico de Azul Televisión. Hasta 2013 fue gerente de programación de Canal Trece, y en la actualidad es gerente de contenidos del mismo canal.

## Televisión
Actor
- 2021. Un sol para los chicos. Presentación del programa.
- 2016. Bailando 2016. Presentación del programa.
- 2014. Showmatch. Presentación del programa, parodia a: ¿Qué Pasó Ayer?.
- 2013. Solamente vos. Un capítulo, participación. Como el odontólogo.[5]
- 2004. Piel naranja... años después. Telenovela.
- 2003. Son amores. Telecomedia. Como el Paraguayo (dos episodios).
- 2000. Tiempo final. Serie. Episodio: Los amigos.
- 1995. Nico.
- 1994. Tres minas fieles.
- 1993. Con pecado concebidas. Telenovela.
- 1991. Buenos Aires, háblame de amor. Telenovela. Como Pincho.
- 1989. La bonita pagina.
- 1988. De carne somos. Telecomedia. Como Nando.
- 1987. Grecia.
- 1986. Pasión y poder. Como Aníbal Orellano.
- 1985. Marina de noche.
- 1984. Paloma hay una sola.
- 1982. El oriental. Serie.
- 1981. Lorenza. Como Juan José "Juanjo" Balmaceda.
- 1980. Los hermanos Torterolo. Telecomedia.
- 1980, Rosa... de lejos. Como Serafín Pasciarotti.
- 1980. Daniel y Cecilia. Como Domingo.
- 1980. Un día 32 en San Telmo. Telenovela. Como Manuel.
- 1980. El viejo Hucha.
- 1980. Operación Ja Ja. Sketch: Los chetos.
- 1978. Vos y yo, toda la vida. Como Franco.
- 1978. Un mundo de veinte asientos. Como Julio César.
- 1977. Pablo en nuestra piel. Como Paulino.
- 1975. Piel naranja. Telenovela. Como Mitaí.
- 1974. Rolando Rivas, taxista. Como Juanjo.
- 1973. Alguien como usted.
- 1973. Rolando Rivas, taxista. Como Juanjo.
- 1973. Alguien como vos.
- 1972. Rolando Rivas, taxista. Como Juanjo.
- 1972. Los físicos.
- 1971. Nacido para odiarte. Como Paquito.
- 1971. Un hombre extraño.
- 1969. Un pacto con los brujos. Como Adrián
- 1967: Sábados de la bondad en La mesa redonda de los niños
- 1966. Jacinta Pichimahuida, la maestra que no se olvida.
- 1965. Su comedia favorita.

Conductor.
- 1996. Decime cuál, cuál, cuál es tu nombre.
- Feliz domingo.[6]

Productor.
- 2001. Sábado bus. Conducido por Nicolás Repetto.
- Decime cuál, cuál, cuál es tu nombre.

## Cine
- 2012. Soledad y Larguirucho. Como el controlador de tráfico aéreo.
- 1991. El travieso. Como Lito.
- 1988. El profesor punk. Como Giovanini.
- 1988. Atracción peculiar. Como Lorenzo Chávez.
- 1985. Adiós, Roberto.
- 1980. Rosa de lejos.
- 1974. Rolando Rivas, taxista.
- 1972. La pandilla inolvidable. Como Marcelo. Con Ana María Picchio.
- 1971. El caradura y la millonaria. (o No estoy enamorada de ti, pero te quiero).
- 1970. Un elefante color ilusión. Como Jesús. Con Luis Sandrini y las Trillizas de Oro.
- 1970. Pimienta y Pimentón. (Pepper and Red Pepper)
- 1970. Los muchachos de mi barrio.
- 1969. El salame.
- 1968. Carne. Como José García (Cholito). Película de Armando Bo, con Isabel Sarli.
- 1968. Operación San Antonio. (o Este cura!).

## Teatro
- La cena de los tontos.
- 1967: La tierra grita
- 1969. Todo en el jardín.